# Cendejas de la Torre
Cendejas de la Torre es un municipio y localidad española de la provincia de Guadalajara, en la comunidad autónoma de Castilla-La Mancha. El término municipal tiene una población de 24 habitantes (INE 2024).

## Toponimia
El topónimo Cendejas puede proceder de «Candea», palabra que por ejemplo en Navarra designa la unión de varios pueblos para defender intereses comunes. En este caso, esta unión estaría formada por tres pueblos —Cendejas de la Torre, Cendejas del Padrastro y Cendejas de Enmedio— siendo el primero el asentamiento primario, como lugar fortificado.

## Símbolos
El escudo heráldico que representa al municipio fue aprobado el 1 de abril de 2008 con el siguiente blasón:

Escudo español, mantelado. Primero, cuartelado en sotuer, 1º y 4º de sinople, una banda de gules perfilada de oro, 2º y 3º de oro, con la leyenda en azur “Ave María Gratia Plena”; Segundo, de sinople, una torre de plata, mazonada y aclarada de sable. El mantel, de plata, una picota en su color, mazonada de sable y flanqueada por dos racimos de uva, igualmente de su color. Al timbre corona real cerrada.
Diario Oficial de Castilla-La Mancha nº 78 de 15 de abril de 2008

## Geografía
Ubicación
La localidad está situada a una altitud de 972 m sobre el nivel del mar.
| Noroeste: Cendejas de Enmedio | Norte: Viana de Jadraque | Noreste: Baides               |
| Oeste: Cendejas de Enmedio    |                          | Este: Villaseca de Henares    |
| Suroeste: Bujalaro            | Sur: Matillas            | Sureste: Villaseca de Henares |

## Historia
A mediados del siglo XIX, el lugar contaba con una población censada de 440 habitantes. La localidad aparece descrita en el sexto volumen del Diccionario geográfico-estadístico-histórico de España y sus posesiones de Ultramar de Pascual Madoz de la siguiente manera:

CANDEJAS DE LA TORRE: v. con ayunt. en la prov. de Guadalajara (8 leg.) , part. jud. y dióc de Sigüenza (4), aud. terr. de Madrid (18), c. g de Castilla la Nueva: sit. en la vertiente de un cerro, y combatida de los vientos N. y S.; con clima estremado en las diferentes estaciones; las enfermedades mas frecuentes son catarrales y pleuresias. Tiene 114 casas, la de ayunt. muy reducida , escuela de instruccion primaria, concurrida por 60 alumnos, á cargo de un maestro dotado con 1,100 rs.; una ermita (La Soledad) , y una igl. parr. (La Asuncion de Ntra. Sra.), matriz de la de Cendejas de Enmedio. Confina el term. N. Negredo, Villaseca y Baides; S. Bujalaro, y O. Cendejas de Enmedio; dentro de él se encuentran seis fuentes de regulares aguas. El terreno es montuoso y de regular calidad, tiene bosque de encina y roble. caminos: los locales en mediano estado. correo se recibe y despacha en la adm. de Jadraque por propio que manda el ayunt., llega los martes, jueves y sábados, y sale los lunes, miércoles y viernes. prod.: trigo , cebada, algun vino y legumbres: cria ganado lanar y de cerda; caza de liebres, perdices y conejos. ind.: la agrícola. comercio: esportacion de frutos sobrantes, é importacion de art. que faltan. pobl.: 113 vec., 440 alm. cap. prod: 1.884,930 rs. imp.: 119,342. contr. 6,617. presupuesto municipal: 10,579, se cubre por reparto vecinal.
(Madoz, 1847, p. 307)

## Demografía
Cendejas de la Torre cuenta con una población de 24 habitantes (INE 2024).

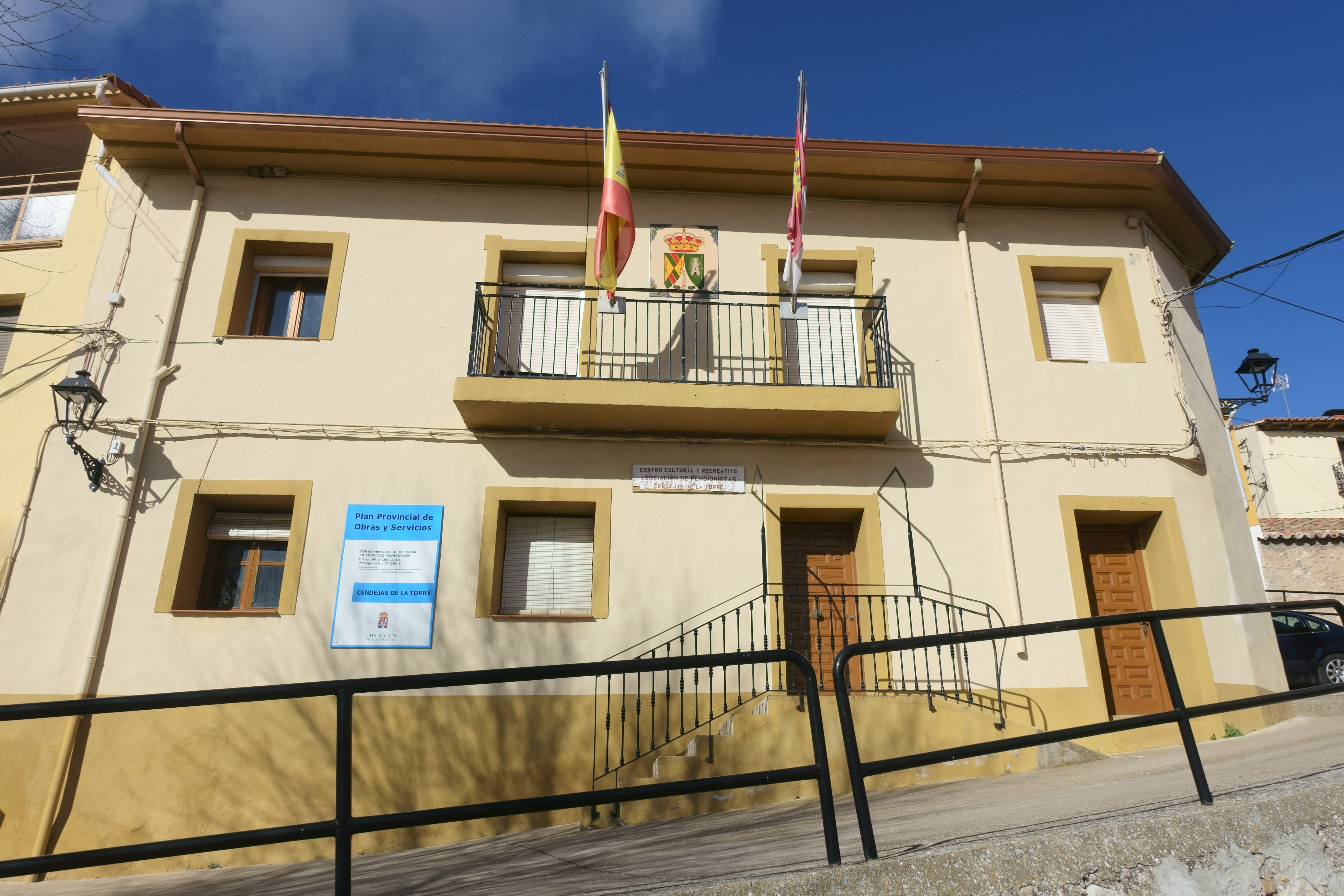
Casa consistorial

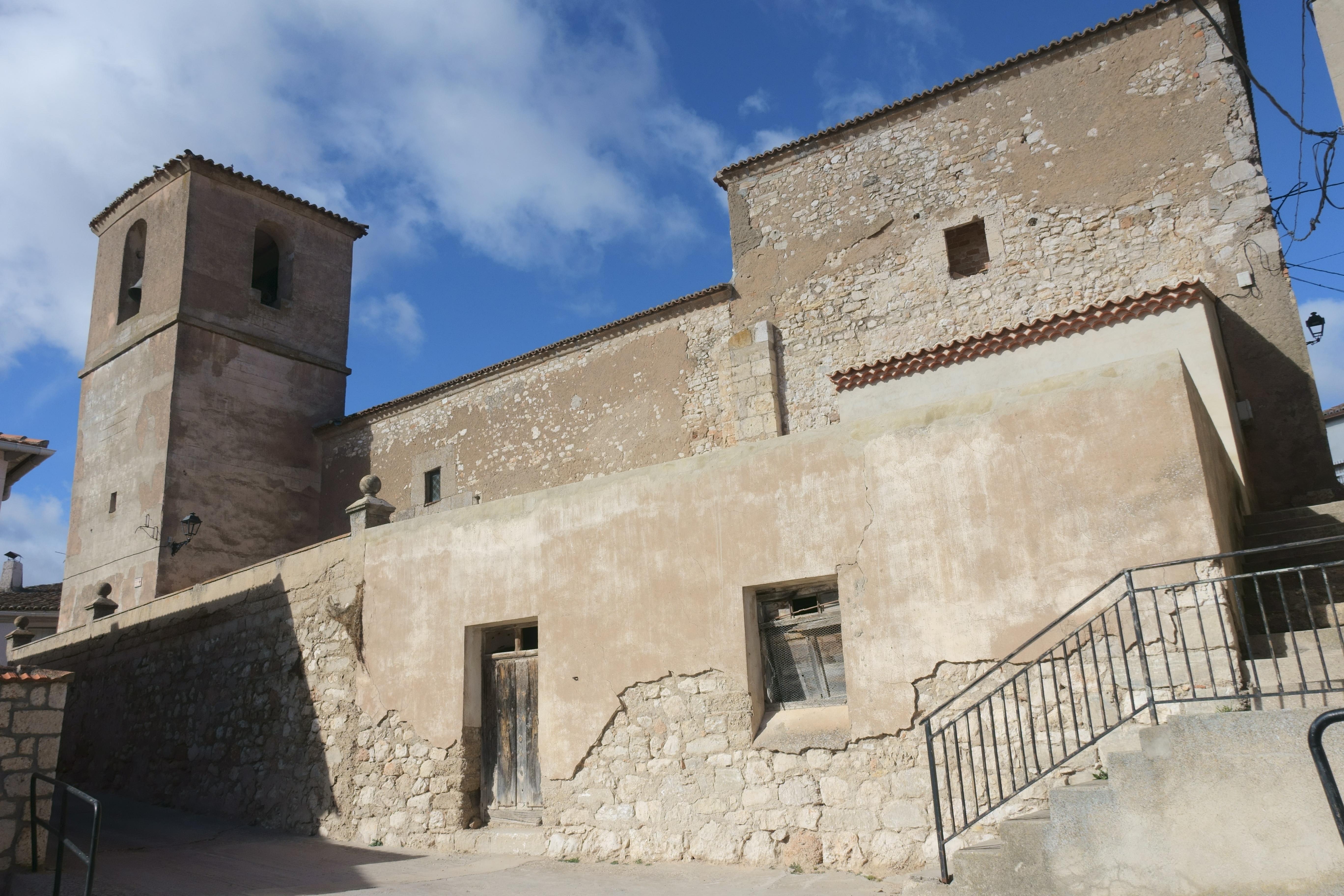
Iglesia de Nuestra Señora de la Asunción

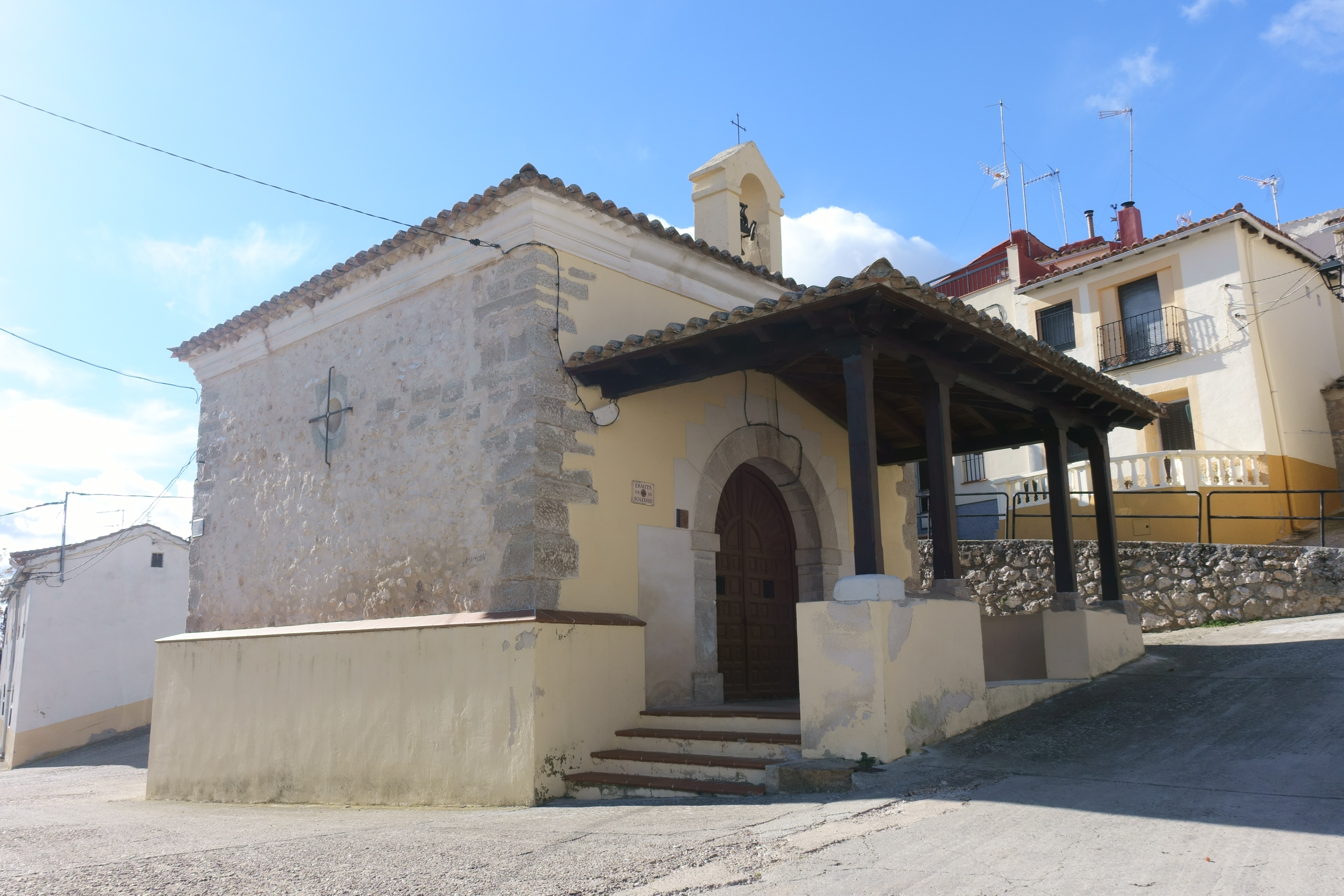
Ermita de la Soledad

| Gráfica de evolución demográfica de Cendejas de la Torre entre 1842 y 2021                                          |
| |
| Población de derecho según los censos de población del INE Población de hecho según los censos de población del INE |